# Bistum São Luís de Montes Belos
Das Bistum São Luís de Montes Belos (lateinisch Dioecesis Sancti Aloisii de Montes Belos, portugiesisch Diocese de São Luís de Montes Belos) ist eine in Brasilien gelegene römisch-katholische Diözese mit Sitz in São Luís de Montes Belos im Bundesstaat Goiás.

## Geschichte

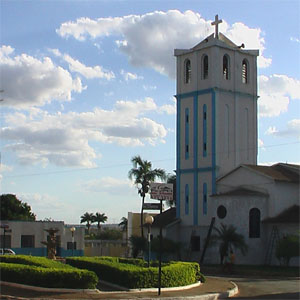
Catedral São Luís Gonzaga

Papst Johannes XXIII. gründete mit der Apostolischen Konstitution Cum venerabilis am 25. November 1961 die Territorialprälatur São Luís de Montes Belos aus Gebietsabtretungen der Bistümer Goiás, Jataí und des Erzbistums Goiânia, dem es auch als Suffragandiözese unterstellt wurde.
Mit der Bulle Qui ad Beatissimi Petri wurde es am 4. August 1981 zum Bistum erhoben.

## Territorium
Das Bistum São Luís de Montes Belos umfasst die Gemeinden São Luís de Montes Belos, Acreúna, Americano do Brasil, Amorinópolis, Anicuns, Aragarças, Arenópolis, Aurilândia, Avelinópolis, Baliza, Bom Jardim de Goiás, Cachoeira de Goiás, Caiapônia, Cezarina, Córrego do Ouro, Diorama, Doverlândia, Firminópolis, Indiara, Iporá, Israelândia, Ivolândia, Jandaia, Jaupaci, Moiporá, Montes Claros de Goiás, Nazário, Palestina de Goiás, Palmeiras de Goiás, Palminópolis, Paraúna, Piranhas, São João da Paraúna, Turvânia und Turvelândia des Bundesstaates Goiás.

## Ordinarien

### Prälat von São Luís de Montes Belos
- Estanislau Arnoldo Van Melis CP (26. November 1962 – 4. August 1981)

### Bischöfe von São Luís de Montes Belos
- Estanislau Arnoldo Van Melis CP (4. August 1981 – 10. Februar 1987)
- Washington Cruz CP (10. Februar 1987 – 8. Mai 2002, dann Erzbischof von Goiânia)
- Carmelo Scampa (30. Oktober 2002 – 22. Januar 2020)
- Lindomar Rocha Mota (seit 22. Januar 2020)

## Statistik
| Jahr | Bevölkerung | Bevölkerung | Bevölkerung | Priester     | Priester         | Priester       | Priester               | Ständige Diakone | Ordensleute  | Ordensleute      | Pfarreien |
| Jahr | Katholiken  | Einwohner   | %           | Gesamtanzahl | Diözesanpriester | Ordenspriester | Katholiken je Priester | Ständige Diakone | Ordensbrüder | Ordensschwestern | Pfarreien |
| ---- | ----------- | ----------- | ----------- | ------------ | ---------------- | -------------- | ---------------------- | ---------------- | ------------ | ---------------- | --------- |
| 1966 | 170.000     | 232.414     | 73,1        | 18           | 2                | 16             | 9.444                  |                  |              | 8                | 6         |
| 1968 | 185.544     | 202.559     | 91,6        | 21           | 2                | 19             | 8.835                  |                  | 19           | 17               | 11        |
| 1976 | 264.000     | 305.000     | 86,6        | 14           | 3                | 11             | 18.857                 | 1                | 12           | 23               | 14        |
| 1980 | 262.000     | 315.000     | 83,2        | 21           | 7                | 14             | 12.476                 |                  | 14           | 31               | 18        |
| 1990 | 312.000     | 398.000     | 78,4        | 26           | 8                | 18             | 12.000                 | 3                | 18           | 49               | 20        |
| 2000 | 239.940     | 299.925     | 80,0        | 23           | 12               | 11             | 10.432                 | 2                | 11           | 58               | 37        |
| 2010 | 207.000     | 308.000     | 67,2        | 28           | 18               | 10             | 7.392                  | 8                | 15           | 31               | 37        |
| 2014 | 214.700     | 320.000     | 67,1        | 31           | 23               | 8              | 6.925                  | 8                | 10           | 24               | 37        |
| 2017 | 297.550     | 347.970     | 85,5        | 30           | 21               | 9              | 9.918                  | 16               | 9            | 23               | 52        |